# Ochthocosmus
Ochthocosmus, maleni rod drveća i grmova iz porodice Ixonanthaceae. Pripada mu 7 vrsta iz tropske Južne Amerike. Ochthocosmus gossweileri sinonim je za Phyllocosmus sessiliflorus Oliv.
Rod je opisan u London Journal of Botany 2: 366. 1843.

## Vrste
1. Ochthocosmus attenuatus Steyerm. & Luteyn
2. Ochthocosmus barrae Hallier f.
3. Ochthocosmus berryi Steyerm.
4. Ochthocosmus floribundus Gleason
5. Ochthocosmus longipedicellatus Steyerm. & Luteyn
6. Ochthocosmus multiflorus Ducke
7. Ochthocosmus roraimae Benth.

## Sinonimi
Nema.